# NGC 1201
NGC 1201 este o galaxie lenticulară situată în constelația Cuptorul. A fost descoperită în 26 octombrie 1785 de către William Herschel. Se află la o distanță de 16,75 megaparseci de Pământ.